# マテュー・ペイベルン
マテュー・フィリペ・ペイベルン（Mathieu Philippe Peybernes、1990年10月21日 - ）は、フランス・トゥールーズ出身のサッカー選手。マラガCF所属。ポジションはディフェンダー。

## 経歴
トゥールーズに生まれ、2010年5月2日、FCソショー＝モンベリアルにてこの日のスタッド・レンヌFC戦でプロデビューを果たした。
2014年夏、ソショーを去り、SCバスティアに加入し、3年契約を交わした。1シーズン目にはリーグ戦30試合に出場し、クープ・ドゥ・ラ・リーグでは決勝に進出した。しかし、パリ・サンジェルマンFCに0-4で大敗し、タイトル獲得とはならなかった。
2018年8月2日、FCロリアンからのレンタル移籍でスポルティング・デ・ヒホンに加入した。翌年7月24日、セグンダ・ディビシオンのUDアルメリアと3年契約を結んだ。加入後すぐの9月2日、同僚ヤニス・ラフマニとともにCDルーゴへのレンタル移籍が発表された。
2020-21シーズンはアルメリアに復帰するも出番を得られず、1月にレアル・サラゴサへとレンタル移籍をした。
2021年8月2日、マラガCFに2年契約で移籍した。